# You're the Voice
"You're the Voice" är en sång skriven av Andy Qunta, Keith Reid, Maggie Ryder och Chris Thompson, och först inspelad av John Farnham på albumet Whispering Jack 1986, och han släppte den 1986 även som singel . Reid, som skrev sångtexten, berättade för Songfacts: "Den är på ett sätt en fredslåt, men mer en 'gör din röst hörd'-grej."
Sången tilldelades ARIA-priset 1987 för "årets singel". Sången blev en av hans största hitlåtar i Australien, och toppade singellistan där i flera veckor. Den är också en av John Farnhams internationellt sett största framgångar, och nådde sjätteplatsen i Storbritannien.
I Sverige blev låten 1987 års allra största hit på Tracks .
Singeln var en hitlåt i de flesta länder utom i USA, där den floppade. I februari 1990 släpptes den på nytt i USA, på skivbolaget BMG/RCA. Då lyckades den dock tillbringa åtta veckor på listorna, med topplaceringen #82. 1989 hade John Farnham haft en hit på Adult Contemporary-listorna i USA med "Two Strong Hearts".
| Lista (1986-1987)              | Topplaceringar |
| ------------------------------ | -------------- |
| Australiska singellistan       | 1              |
| Österrikiska singellistan      | 6              |
| Danska singellistan            | 1              |
| Nederländska GfK- singellistan | 18             |
| Dutch Top 40                   | 15             |
| Västtyska singellistan         | 1              |
| Isländska singellistan         | 1              |
| Irländska singellistan         | 3              |
| Norska singellistan            | 1              |
| Svenska singellistan           | 1              |
| Schweiziska singellistan       | 3              |
| Brittiska singellistan         | 6              |
| Lista (1990)                   | Topplacering   |
| US Billboard Hot 100           | 82             |